# Stalker (film, 1979)
Pour les articles homonymes, voir Stalker.
Pour plus de détails, voir Fiche technique et Distribution.
Stalker (Сталкер) est un film soviétique réalisé par Andreï Tarkovski et sorti en 1979. Il combine des éléments de science-fiction et de fantastique avec des thèmes philosophiques, psychologiques et théologiques. Le scénario du film a été écrit par Arcadi et Boris Strougatski, librement inspiré de leur propre roman Stalker : Pique-nique au bord du chemin, paru en 1972.
Le film raconte l'histoire d'une expédition menée par un personnage connu sous le nom de « Stalker » (Alexandre Kaïdanovski), qui guide ses deux clients — un écrivain mélancolique (Anatoli Solonitsyne) en quête d'inspiration et un professeur (Nikolaï Grinko) à la recherche de découvertes scientifiques — à travers un terrain vague dangereux jusqu'à un mystérieux site interdit connu simplement sous le nom de « Zone », où il existerait une pièce qui exauce les désirs les plus secrets des visiteurs. Le titre original Stalker vient d'un terme anglais qui désigne un chasseur furtif et silencieux, mais aussi un rôdeur ou harceleur monomaniaque.
Le tournage du film a été ponctué de nombreux problèmes, notamment en raison du tremblement de terre du 11 janvier 1977 près d'Isfara au Tadjikistan. Il a ensuite fallu trouver un nouveau lieu de tournage, alors que le scénario a été réécrit à de nombreuses reprises et que l'équipe a été en partie renouvelée. Après une longue recherche en avril 1977, le directeur de la photographie Gueorgui Rerberg a trouvé un nouvel emplacement en Estonie, dans la zone de l'ancienne centrale électrique de Tallinn en ruine sur la rivière Jägala. Le tournage s'est achevé le 19 décembre 1978. Le budget du film a été dépassé de 300 000 roubles et a atteint plus d'un million de roubles.
Après avoir été projeté en avant-première en juillet 1979 à Tomsk, le film est présenté hors compétition au Festival de Cannes 1980. Finalement, le film est distribué à partir du 19 mai 1980 dans 196 copies en Union soviétique, où il enregistre 4,2 millions d'entrées. Le film est considéré comme l'un des plus importants de la science-fiction soviétique, et il figure régulièrement dans les listes des meilleurs films de tous les temps,,.

## Synopsis
Dans un futur lointain, le protagoniste (Alexandre Kaïdanovski) travaille en tant que « stalker », une sorte de passeur pouvant guider les visiteurs à travers la zone, un lieu en ruine où les lois de la réalité ne s'appliquent pas et dont personne ne connaît la nature. En son cœur, on dit qu'il existe un lieu, « la chambre », où tous les souhaits peuvent être réalisés. Les environs de la Zone ont été scellés par le gouvernement et des militaires les quadrillent.
Le film commence sur le Stalker qui se réveille auprès de sa femme et de sa fille. Sa femme (Alissa Freindlich) le supplie de ne pas retourner à l'intérieur de la Zone, mais il rejette sa prière. Dans un bar miteux, le Stalker rencontre les deux clients qu'il doit guider à travers la zone, l'Écrivain (Anatoli Solonitsyne) et le Professeur (Nikolaï Grinko).
Leur voyage commence lorsqu'ils contournent le barrage des gardes de la Zone en suivant un train jusqu'à l'intérieur des portes puis en empruntant une draisine. Après quelque temps, le Stalker arrête la machine, les voyageurs étant entrés dans la Zone (et le film passe du noir et blanc à la couleur). Le Stalker avertit ses clients qu'ils devront le suivre à la lettre s'ils veulent survivre aux dangers que l'on trouve dans la Zone, celle-ci suivant ses propres règles, dont seul le Stalker peut comprendre le sens. Il évoque aussi son maître, puis un Stalker surnommé « Porc-épic » qui a fini par trouver la Chambre pour y gagner énormément d'argent, le conduisant au suicide.
Le Stalker déjoue les différents pièges qu'il actionne en envoyant des leurres à partir d'écrous propulsés par une fronde en bas de laine. Si l'Écrivain se montre sceptique quant aux dangers, le Professeur lui, choisit de suivre les conseils du Stalker. Il réprimande l'Écrivain lorsque celui-ci touche une plante et finit par expliquer que la Zone modélise son chemin en fonction de leur état d'esprit : ceux qui trouvent la Chambre étant ceux qui n'ont plus rien à perdre dans leur vie.
Au cours de leur voyage les personnages expliquent pourquoi ils souhaitent trouver la Chambre : L'Écrivain est anxieux à l'idée de perdre l'inspiration et pense que la Chambre pourrait lui en donner. Le Professeur, qui trimballe un sac avec lui, espère avoir le prix Nobel pour ses découvertes sur la Chambre. Le Stalker avoue n'être là que pour les guider. Tous trois sont régulièrement suivis par un chien noir.
Après une sieste durant laquelle le Stalker est visité en rêve par une vision, tous reprennent la route. Ils doivent traverser un tunnel estimé dangereux et le Stalker insiste pour que l'Écrivain passe devant. Après avoir atteint leur destination, un bâtiment industriel décrépi à l'intérieur duquel se trouvent d'étranges dunes blanches, le Stalker avoue à l'Écrivain que le passage par les tunnels est dangereux et que le frère de Porc-épic lui-même y a perdu la vie.
Alors qu'ils se reposent dans une antichambre, un téléphone sonne : c'est un faux numéro. Le Professeur utilise alors le téléphone afin d'appeler un collègue et lui révèle sa position. Arrivés au seuil de la chambre, le Stalker demande que chacun entre, toutefois l'Écrivain hésite et le Professeur veut détruire la zone par crainte qu'elle ne tombe en de mauvaises mains, son sac contenant une bombe de vingt kilotonnes. Le Stalker tente de l'en empêcher, expliquant que guider les visiteurs vers la Chambre est ce qui le motive à vivre ; l'Écrivain s'interpose et estime que le Stalker est probablement un escroc. Questionnant la motivation des stalkers, l'Écrivain s'interroge sur la raison pour laquelle Porc-épic n'aurait pas ressuscité son frère dans la Chambre et découvre que celle-ci n'exauce que les désirs cachés : ayant pris conscience que la Chambre avait préféré lui donner de l'argent plutôt que de ressusciter son frère, celui-ci a fini par se suicider par culpabilité. Le Professeur préfère détruire sa propre bombe qui finit au fond d'une flaque d'eau. Aucun d'entre eux n'entre dans la Chambre.
Sortis de la Zone, le film repasse en noir et blanc, et tous reviennent dans le bar où ils se sont rencontrés, accompagnés du chien noir. Le Stalker rentre avec sa femme et sa fille ainsi que le chien qu'ils semblent adopter, ce qui est une marque d'humanité selon sa femme. À la maison, le Stalker est en proie à une crise : l'humanité va perdre la foi en la Chambre et en l'espoir d'une vie meilleure. La femme du Stalker entre dans un monologue face caméra dans laquelle elle raconte comment elle l'a rencontré. Le dernier plan du film, en couleur, s'arrête sur la fille du Stalker : après avoir récité un poème de Fiodor Tiouttchev celle-ci utilise des pouvoirs télékinétiques afin de faire bouger des verres sur la table. La salle finit par trembler au son d'un tramway passant non loin.

## Fiche technique
- Titre original : Сталкер, Stalker
- Titre français : Stalker[5]
- Réalisation : Andreï Tarkovski
- Scénario : Arcadi et Boris Strougatski, d'après leur roman Stalker : pique-nique au bord du chemin
- Photographie : Aleksandr Kniajinski et Gueorgui Rerberg (ru)
- Montage : Lioudmila Feïguinova
- Musique : Edouard Artemiev
  - Direction de l'Orchestre symphonique d'État de l'URSS pour l'art cinématographique : Emin Khatchatourian
- Décors : Alexandre Boïm (ru) et Andreï Tarkovski
- Scénographie : Rachit Safioulline[6]
- Costumes : Elena Fomina
- Production : Aleksandra Demidova
- Société de distribution : Mosfilm
- Pays de production :  Union soviétique
- Langue originale : russe
- Format : couleurs - 1,37:1 - 35 mm - mono
- Genre : science-fiction et fantastique[5]
- Durée : 163 minutes
- Dates de sortie :
  - Union soviétique : 25 mai 1979 (projection privée aux studios Mosfilm) ; juillet 1979 (Tomsk) ; 19 mai 1980 (Moscou)
  - France : 13 mai 1980 (festival de Cannes 1980) ; 18 novembre 1981 (sortie nationale)[5]

## Distribution
- Alexandre Kaïdanovski : le Stalker
- Alissa Freindlich : la femme du Stalker
- Anatoli Solonitsyne : l'écrivain
- Nikolaï Grinko : le professeur
- Natacha Abramova : Martha, dite « Ouistiti » la fille de Stalker
- Faime Jurno : la dame au volant de la décapotable
- Evgueni Kostine : Luger, le gérant du café
- Raimo Rendi : l'officier de patrouille
- Vladimir Zamanski : voix au téléphone (non crédité)

## Production

### Genèse et développement
En 1973, alors qu'il travaille encore sur Le Miroir, Andreï Tarkovski écrit dans son journal qu'il est intéressé par le nouveau roman des frères Strougatski, Pique-nique au bord du chemin. Il le recommande au réalisateur Gueorgui Kalatozichvili, qui abandonne finalement lorsqu'il n'obtient pas les droits du roman. En 1974, Tarkovski contacte directement les deux frères et leur dit qu'il aimerait le porter à l'écran,. À cette époque, Tarkovski envisage également de porter à l'écran Dostoïevski (L'Idiot) et Tolstoï (La Mort d'Ivan Ilitch), et entreprend d'écrire un scénario inspiré du roman Ariel d'Alexandre Beliaev. Cependant, à la fin de l'année 1975, il décide finalement de travailler avec les Strougatski sur une adaptation de leur roman. Il veut en faire quelque chose de très différent de l'ouvrage original et conforme à sa vision du monde et dans lequel il ne garde que les concepts de Stalker et de Zone. Il cherche à lui faire garder la règle des trois unités : une seule action (la recherche de la chambre) un seul endroit (la Zone) un seul temps (Tarkovski voulant à l'origine que le film se déroule sur 24 heures). L'idée est de faire de la Zone un instrument dramatique permettant de faire ressortir la personnalité des trois protagonistes, notamment ce qui arrive aux idéalistes lorsqu'ils n'arrivent pas à faire le bonheur d'autrui.
En février 1976, Tarkovski reçoit officiellement l'autorisation de tournage de la part de Filipp Iermach (ru), le président du Goskino, le comité soviétique pour le cinéma. Au même moment, les scénaristes terminent la deuxième version du scénario avec le titre de travail Машина желаний, Machina jelaniï (litt. « La Machine à rêves » ou « La Machine à désirs »), qui ne satisfait pas le réalisateur. Ces premières ébauches sont qualifiées par Tarkovski de trop « hétéroclites » et de trop « ennuyeuses ». Les scénaristes ont dû faire preuve de patience en remaniant sans cesse le futur scénario.
« Нам посчастливилось работать с гением, — сказали мы тогда друг другу. — Это значит, что нам следует приложить все свои силы и способности к тому, чтобы создать сценарий, который бы по возможности исчерпывающе нашего гения удовлетворил. »
— Boris Strougatski

« "Nous avons la chance de travailler avec un génie", nous sommes-nous dit à l'époque. "Cela signifie que nous devrions faire de notre mieux pour créer un scénario qui satisferait notre génie aussi complètement que possible". »
Bien que Tarkovski ne figure pas au générique en tant que scénariste, il est considéré comme l'un des trois co-scénaristes et son rôle consiste principalement à faire le tri entre ce qu'il décide d'incorporer au film ou pas. Boris Strougatski se souvient que, comparé au scénario de « La Machine à désirs », aucune autre œuvre n'a demandé autant d'efforts, et il qualifie ce travail d'interminablement épuisant. À cause de Stalker, la sortie de leur roman suivant Le Scarabée dans la fourmilière est reportée. Filipp Iermach prévient Tarkovski avant l'approbation finale que les romans des frères Strougatski ont la réputation d'être « infilmable », surtout après l'échec d'une précédente tentative d'adaptation à l'écran du roman Un gars de l'enfer. Cependant, Tarkovski tient bon.
Le lancement du tournage aurait pu être retardé encore plus longtemps, et Tarkovski a dû écrire une lettre au XXVe Congrès du Parti communiste de l'Union soviétique, une pratique assez courante à l'époque. En octobre 1976, les acteurs pour les rôles principaux sont sélectionnés et un lieu de tournage est choisi. L'équipe comprend plusieurs personnes qui ont déjà tourné plus d'un film avec Tarkovski : le chef opérateur Gueorgui Rerberg, le compositeur Edouard Artemiev, la monteuse Lioudmila Feïguinova, ainsi que les deux acteurs principaux Nikolaï Grinko et Anatoli Solonitsyne.

### Tournage
Le tournage devait commencer début 1977, mais un tremblement de terre dans la région d'Isfara a entraîné un nouveau retard et il a fallu trouver un nouveau lieu de tournage.
Le 15 février 1977, la première scène de pavillon du film est tournée - la maison de Stalker dans les premiers épisodes. Le tournage en extérieur reprend en mai en Estonie. Les premiers rushes s'avèrent défectueux, et le réalisateur, ayant suspendu la production, se rend à Moscou pendant 40 jours pour régler le problème. En juillet, le tournage reprend et, en août, la version préliminaire du film est prête. Selon Strougatski, l'acteur principal Alexandre Kaïdanovski y interprétait le rôle d'Allan, un dur à cuire et un escroc (proche dans l'esprit du héros de Pique-nique au bord du chemin, Redrick Shouhart).
En raison d'un remaniement constant, le film dépasse le budget prévu, le scénario est réécrit au fur et à mesure que le tournage progresse, ce qui est difficile et lent. Tarkovski n'est pas satisfait du résultat et se plaint à Boris Strougatski que rien ne va. Le caractère pointilleux du réalisateur fatigue le groupe. Les acteurs du film travaillent pendant des jours sur une scène qui ne dure que quelques secondes à l'écran. Tarkovski veille à ce que l'herbe, qui apparaîtra dans le cadre, soit bien verte. Toute herbe de mauvaise teinte est méticuleusement enlevée, brin par brin.
Le film a été tourné sur pellicule Kodak, qui était rare à l'époque soviétique et n'était disponible que pour quelques cinéastes privilégiés. Gueorgui Rerberg (ru) s'était familiarisé avec la pellicule Kodak et avait la réputation d'être l'un des chefs opérateurs soviétiques les plus professionnels. Le 9 août 1977, plusieurs milliers de mètres de pellicule sont irrémédiablement détériorés dans les laboratoires de Mosfilm. Plusieurs suppositions ont vu le jour quant au véritable auteur de ce gâchis : de la substitution de pellicule par des malveillants au coup tactique de Tarkovski, qui voulait ainsi refaire entièrement le film qui ne lui convenait pas. L'histoire a fait couler beaucoup d'encre et a même fait l'objet d'une enquête de la part de journalistes. Cependant, selon l'écrivain Anton Moltchanov (ru) et Tarkovski lui-même, il s'agit d'une banale négligence du personnel,.
L'affaire se termine par une grave prise de bec entre Tarkovski et Gueorgui Rerberg. Selon les souvenirs de Pavla Fattakhoutdinova : « Macha Tchougounova, l'assistante préférée et dévouée de Tarkovski, servait d'intermédiaire entre eux. Tarkovski disait : « Macha, dis à l'opérateur qu'il doit faire ceci et cela ». Masha se taisait et Rerberg, comme s'il s'adressait à elle, disait : « Macha, dis au réalisateur que je ne le ferai pas ». En conséquence, Rerberg est suspendu de son travail sur le film, bien qu'une petite partie du métrage tourné par lui ait été conservée dans le film.
L'équipe du film croit le film annulé, mais dès juillet 1977, Tarkovski obtient de Goskino l'autorisation d'augmenter le budget pour en faire un film en deux parties. Selon la journaliste Alla Latynina (ru), Filipp Ermach a sympathisé avec Tarkovski, et c'est la seule façon d'expliquer l'autorisation inattendue d'augmenter le budget du film. En septembre-octobre 1977, le tournage se poursuit avec un nouveau chef opérateur (Leonid Kalachnikov (ru)) et un nouveau concepteur de production (Chavkat Abdoussalamov (ru), qui remplace Alexandre Boïm (ru)). Cependant, Tarkovski rejette les premiers rushes filmés par Kalachnikov. L'hiver a commencé, et le paysage hivernal des arbres sans feuilles ne cadre pas avec les événements décrits dans le scénario.
En octobre 1977, le scénario, qui ne convient toujours pas à Tarkovski, est réécrit pour la huitième ou neuvième fois. La méthode essai-erreur, alors que le réalisateur s'avère incapable d'expliquer aux scénaristes ce qu'il veut, finit par porter ses fruits. Comme le rappelle Boris Strougatski, son frère et lui étaient tellement désespérés qu'ils en devenaient fous et cette folie déteignait sur le film. Cette version plaît à Tarkovski, mais l'hiver interrompt le tournage. En avril 1978, Tarkovski est victime d'un infarctus et reprend le travail avec la troisième équipe. Le concept change : la science-fiction disparaît complètement et Kaidanovski incarne à l'écran un nouveau type de personnage. Dans la troisième version, le chef opérateur est de nouveau remplacé, cette fois par Aleksandr Kniajinski. Finalement, dans cette troisième mouture du scénario, le film est entièrement refilmé de juin à décembre 1978.
Le tournage s'achève le 19 décembre 1978. Finalement, le budget du film est dépassé de 300 000 roubles pour totaliser 1 million de roubles,.

### Lieux de tournage
Dans un premier temps, Tarkovski décide de tourner près de la ville d'Isfara, au Tadjikistan, mais la ville est détruite par un tremblement de terre le 31 janvier 1977. Cela n'a pas gêné le tournage, mais l'équipe de tournage n'avait plus nulle part où se reposer. Après de longues recherches, George Rerberg trouve en avril 1977 un nouveau lieu de tournage en Estonie, près de la grande poste de Tallinn (et), ainsi qu'à 25 kilomètres de la ville, dans la zone de deux centrales hydroélectriques désertées sur la rivière Jägala.

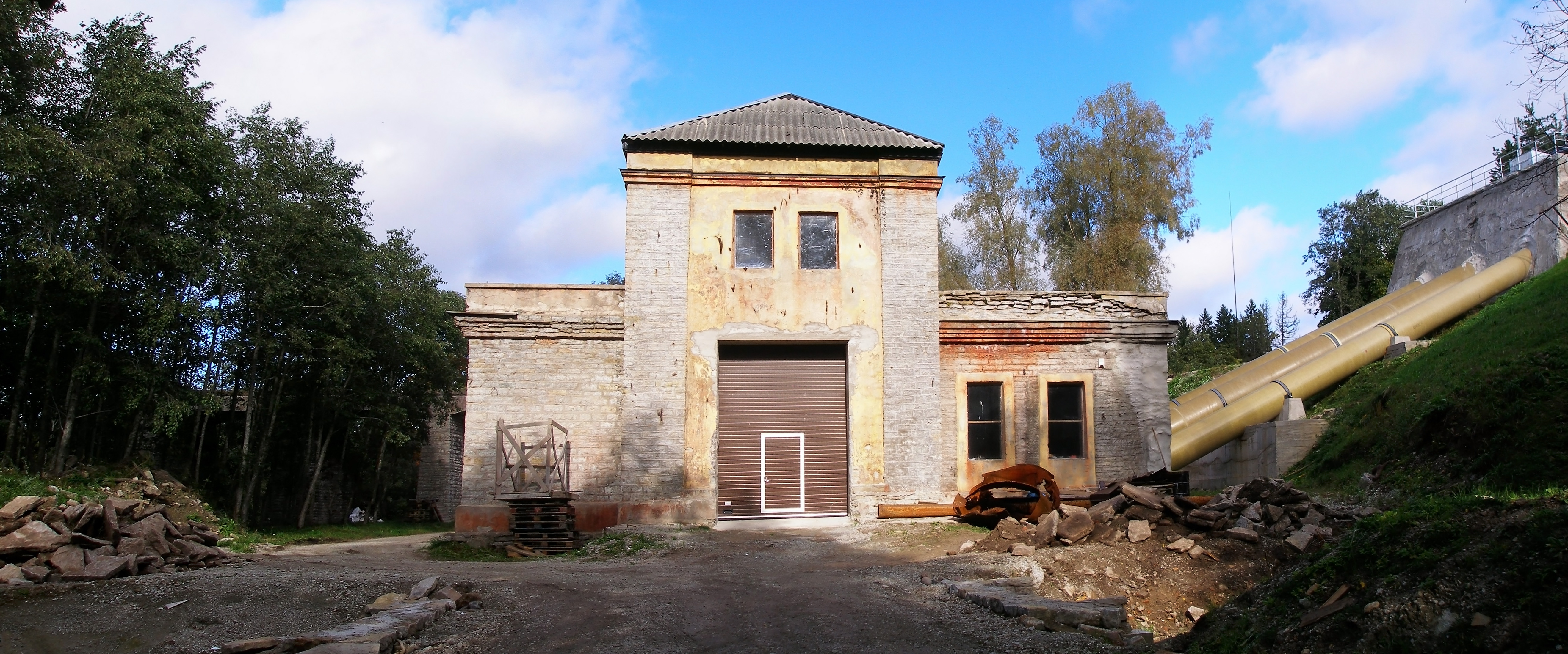
L'une des centrales hydroélectriques désertes près de Tallinn, en Estonie, où a été tournée la partie centrale de Stalker.

Si les paysages apocalyptiques de la zone étaient si crédibles, c'est aussi parce que, non loin du lieu de tournage, une usine de pâte à papier déversait ses déchets dans la rivière, la polluant fortement. L'épisode avec l'avant-poste de l'ONU a été filmé près d'une ancienne usine chimique Flora dans le quartier de Rotermann au centre-ville de Tallinn, à côté de l'ancien entrepôt de sel Rotermann (aujourd'hui Musée de l'architecture estonienne). La rue intérieure du quartier s'appelle aujourd'hui « Stalkeri käik » (litt. « Ruelle du Stalker ». Le début de cet épisode — le passage de la locomotive diesel — a été filmé près de l'ancienne centrale électrique de Tallinn (aujourd'hui l'emplacement du centre socioculturel Kultuurikatel), dont une cheminée porte toujours l'inscription « UN ». En 2006, une plaque commémorative en estonien et en anglais a été fixée à la cheminée, indiquant que le film y a été tourné,. Certains plans à l'intérieur de la zone ont été tournés à Maardu, à côté de la centrale électrique d'Iru, tandis que le plan des portes de la zone a été tourné dans l'arrondissement de Lasnamäe, à côté de la rue Punane, derrière les Idakeskus. D'autres plans ont été tournés près du pont de l'autoroute Tallinn-Narva sur la rivière Pirita.
Plusieurs membres de l'équipe de tournage sont morts, quelques années après le tournage, ce que Vladimir Charoun (responsable de la prise de son) attribue, dans une interview, à la forte pollution industrielle des différents lieux de tournage autour de Tallinn « De nombreuses femmes de notre équipe ont eu des réactions allergiques sur le visage. Tarkovski est mort d'un cancer de la bronche droite. Et Anatoli Solonitsyne aussi. J'ai compris que tout cela était lié au tournage de Stalker lorsque Larissa Tarkovskaïa est décédée de la même maladie à Paris ».
Certaines scènes ont été filmées près de Leningrad, le tournage du pavillon a eu lieu dans le studio de Mosfilm. Les scènes finales, où Stalker porte sa fille sur ses épaules, ainsi que les vues du paysage industriel depuis la porte ouverte du bar, ont été tournées à Moscou, près de Zagorodnoïe chosse (ru). En arrière-plan, on aperçoit les cheminées de l'usine TETs-20 (ru), la centrale électrique Moskva-20.
Le réalisateur Konstantin Lopouchanski a été stagiaire de Tarkovski pour le tournage du film.

### Titre
La signification du mot « stalker » a été dérivée de son utilisation par les frères Strougatski dans leur roman Pique-nique au bord du chemin, dont le film est inspiré. Dans le roman, « Stalker » était un surnom courant pour les hommes engagés dans l'entreprise illégale de prospection et de contrebande d'objets extraterrestres hors de la « Zone ». Selon l'auteur Boris Strougatski, les mots « prospecteurs » et « trappeurs » ont été envisagés avant d'opter pour « stalker », inspiré au moins en partie par le personnage « Stalky » de Rudyard Kipling dans son ouvrage Stalky & Co. (1899), dont les deux frères étaient de grands amateurs. Leur adaptation du mot anglais en russe se prononce légèrement différemment, sous la forme de [ˈstaɫkʲɪr], et le mot est entré dans l'usage courant après avoir été « inventé » par les auteurs.
Tarkovski a également écrit « Stalker vient du verbe “to stalk” - se faufiler » dans une entrée de son journal en 1976.
Dans le film, un « stalker » est un guide, un passeur, un contrebandier de la Zone, quelqu'un qui a la capacité et le désir de franchir la frontière de ce lieu dangereux et interdit dans un but précis,.

### Musique
Au départ, Tarkovski n'avait pas une idée claire de l'atmosphère musicale du film final et n'avait qu'une idée approximative de l'endroit où la musique devait se trouver dans le film. Même après avoir tourné tout le métrage, il a continué à chercher la musique de film idéale, souhaitant une combinaison de musique orientale et occidentale. Lors d'une conversation avec Artemiev, il explique qu'il a besoin d'une musique qui reflète l'idée que, bien que l'Orient et l'Occident puissent coexister, ils ne sont pas capables de se comprendre. L'une des idées de Tarkovski est d'interpréter de la musique occidentale sur des instruments orientaux (ou vice-versa). Artemiev propose d'essayer cette idée avec le motet Pulcherrima Rosa d'un compositeur italien anonyme du XIVe siècle, dédié à la Vierge Marie.
Dans sa forme originale, Tarkovski ne considérait pas le motet comme adapté au film et demanda à Artemiev de lui donner une sonorité orientale. Plus tard, Tarkovski propose d'inviter des musiciens d'Arménie et d'Azerbaïdjan et de les laisser improviser sur la mélodie du motet. Un musicien azerbaïdjanais fut invité et joua la mélodie principale sur un tar inspiré du mugham, accompagné d'une musique de fond orchestrale écrite par Artemiev. Tarkovski, qui, chose inhabituelle pour lui, assista à l'intégralité de la session d'enregistrement, rejeta le résultat final, estimant qu'il ne correspondait pas à ce qu'il recherchait.
En repensant leur approche, ils ont finalement trouvé la solution dans un thème qui créerait un état de calme et de satisfaction intérieure ou, comme l'a dit Tarkovski, « un espace figé dans un équilibre dynamique ». Artemiev connaissait une pièce musicale de la musique classique indienne dans laquelle un son de fond prolongé et inchangé est joué sur une tanpura. Comme cela donnait à Artemiev l'impression d'un espace gelé, il s'en est inspiré et a créé sur son synthétiseur un son de fond similaire à celui joué sur le tanpura. Le tar a ensuite improvisé sur ce fond sonore, avec une flûte comme instrument européen et occidental. Pour masquer la combinaison évidente d'instruments européens et orientaux, il a fait passer la musique de premier plan par les canaux d'effets de son synthétiseur EMS Synthi 100 (en). Ces effets comprenaient la modulation du son de la flûte et la ralentissement de la vitesse du tar, de sorte que ce qu'Artemiev appelait « la vie d'une corde » pouvait être entendue. Tarkovski a été stupéfait par le résultat, appréciant particulièrement le son du tar, et a utilisé le thème musical sans aucune modification dans le film.

## Exploitation
Le film n'a pas été distribué pendant une longue période. Cependant, contrairement à la plupart des autres films de Tarkovski, Stalker n'a pratiquement pas été censuré et a connu une distribution plus ou moins réussie en URSS.
Le 25 mai 1979, la première projection privée du film a lieu au studio Mosfilm. La première pour le grand public a lieu en juillet 1979 à Tomsk (Palais des spectacles et des sports, Maison des scientifiques). La première moscovite n'a lieu que le 19 mai 1980 au cinéma Mir (ru) sur le Tsvetnom boulvare (ru). À Moscou, le film n'est projeté que dans trois salles et 196 copies sont distribuées dans tout le pays. Dans les premiers mois qui suivent la première, la sortie d'un nouveau film de Tarkovski n'est nullement mentionnée dans la presse soviétique. Les critiques et les comptes rendus dans la Pravda et la Literatournaïa gazeta ne sont apparus qu'en 1981, après la présentation du film hors compétition au Festival de Cannes 1980,. Finalement, le film totalise 4,2 millions d'entrées au box-office soviétique,
En 1980, Tarkovski reçoit le titre d'artiste du peuple de l'URSS, mais Stalker est son dernier film tourné en URSS avant qu'il n'aille travailler à l'étranger. Le film a connu un regain d'intérêt immédiatement après la catastrophe de Tchernobyl et la mort de Tarkovski en 1986. Le film a souvent été qualifié de « fatal » pour ses créateurs.
Après sa première projection le 13 mai 1980 au Festival de Cannes, Stalker est projeté dans les cinémas français le 18 novembre 1981. L'affiche du film pour sa diffusion occidentale a été réalisée par Jean-Michel Folon.

### Accueil critique
Ce film percutant, le cinquième des sept œuvres du réalisateur, révèle au public le regretté Tarkovski. Le film a été salué par la critique comme l'une de ses œuvres les plus significatives et un phénomène remarquable du cinéma mondial dans son ensemble. La journaliste et critique Maïa Tourovskaïa écrit que « le film résume toute la maîtrise accumulée par le réalisateur ». Le critique Vincent Canby du New York Times l'a décrit comme « d'une beauté saisissante » et a mentionné en particulier le superbe travail de la photographie,.
Dans les premières critiques, les critiques occidentaux du début des années 1980 ont considéré le film à travers le prisme du contexte politique et historique de la vie en URSS à cette époque. Un autre point de vue consistait à tenter d'attribuer le film au thème dit écologique, qui préfigurait la catastrophe nucléaire de Tchernobyl. D'autres analyses ont souligné le contexte philosophique multidimensionnel et profond du film.
Dans Stalker, Tarkovski fait abstraction du symbolisme qui imprégnait les films précédents : le motif du vol, les images de l'enfance, les figures maternelles et paternelles, les animaux (en particulier les chevaux) et la pluie tant appréciée. À la dernière étape de son parcours créatif, Tarkovski en vient au minimalisme. Le film est plus comprimé et holiste, renvoyant le spectateur aux traditions du cinéma pur. Le déroulement ascétique de l'intrigue, la perspective directe des plans clefs, la palette de couleurs monochromes - tout est subordonné à un seul objectif. La continuité de l'action, sans précipitation et paradoxalement sans dénouement, est soulignée par les paroles du Stalker qui explique que dans la Zone, la ligne droite ne constitue pas le chemin plus court. La musique d'Edouard Artemiev, qui souligne le caractère détaché et extraterrestre de l'intrigue, se confond parfois avec le rythme des actions présentées à l'écran.
« Мир «Сталкера» в своей обыденности, скудости, выморочности приведён к той степени единства и напряжённости, когда он почти перестаёт быть «внешним» миром и предстаёт как пейзаж души после исповеди. Кажется даже, что комплекс постоянных тем и изобразительных мотивов, обуревавших режиссёра долгие годы, реализованный им до конца, исчерпанный и отданный экрану, из «Сталкера» вычтен. За этот счёт «Сталкер» выглядит гораздо целостнее, более сжато и едино, чем было «Зеркало». »
— Maïa Tourovskaïa

« Le monde de Stalker, dans sa banalité, son austérité et son dépouillement, est amené à un degré d'unité et de tension tel qu'il cesse presque d'être un monde "extérieur" et apparaît comme un paysage de l'âme après la confession. Il semble même que le complexe de thèmes et de motifs picturaux constants, qui ont obsédé le réalisateur pendant de nombreuses années et qu'il a exploré jusqu'à l'épuisement, soient absents de Stalker. Stalker apparaît ainsi beaucoup plus holiste, plus condensé et plus unifié que ne l'était Le Miroir. »

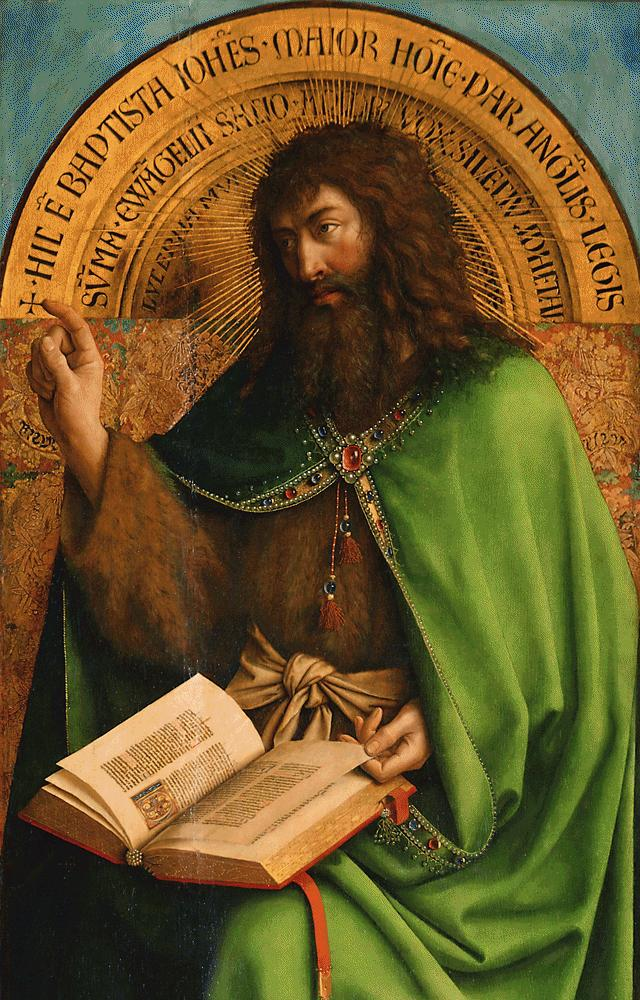
Fragment du retable de L'Agneau mystique d'Hubert van Eyck dans lequel apparaît l'image de Jean le Baptiste qu'on aperçoit lors de la scène de l'eau stagnante. Cette allusion constitue l'un des éléments de l'iconographie chrétienne dans le film.

Dans les premières moutures du scénario, il y avait une explosion nucléaire, une boucle temporelle et une boule d'or en lieu et place de la chambre du film final. Après un long travail sur le scénario, Tarkovski en a systématiquement éliminé tout début de science-fiction, qui était présent dans Pique-nique au bord du chemin. Le voyage des héros dans la Zone, qui était une aventure, devient une dispute philosophique qui se transforme en désespoir apocalyptique. C'est dans le passage du monde ordinaire au monde métaphorique de la Zone, du réel à l'idéal et, en fin de compte, au but du voyage — la chambre et l'accomplissement des désirs — que réside tout la signification du film. L'identification du chemin suivi par les héros et la recherche d'eux-mêmes est l'un des principaux messages philosophiques que véhicule l'œuvre,.
Le tout début du film — le voyage en train — est filmé comme un voyage vers un monde différent, surréaliste. Dans la Zone, tous les repères habituels s'effondrent : ce qui est dangereux dans la vie ordinaire n'est ici qu'un tas de ferraille insignifiant. Les formidables « pièges » de la Zone dans le film ne sont pas tant physiques que spirituels et psychologiques,.
Des spécialistes de l'œuvre de Tarkovski distinguent trois films formant une sorte de trilogie : Solaris, Le Miroir et Stalker. Ces trois films traitent de la recherche de soi et du chemin intérieur. D'une manière ou d'une autre, les héros prennent conscience de leur faculté de réaliser leurs désirs les plus profonds. Tous ces films explorent le conflit entre le rationalisme et la science, d'une part, et la foi, d'autre part. La personnalité de Sartorius dans Solaris est à cet égard très proche de celle du professeur de Stalker, qui cherche une explication rationnelle aux phénomènes qu'il est forcé d'observer.
Le symbolisme chrétien et les motifs spirituels, auxquels Tarkovski a eu recours à plusieurs reprises, se manifestent aussi clairement dans l'intrigue de Stalker. Dans la scène qui se déroule après que les héros ont franchi la chute d'eau, les critiques Johnson et Petrie ont vu une référence évidente à l'Évangile selon Luc, aux événements d'Emmaüs, où les deux apôtres n'ont pas reconnu Jésus lorsqu'ils l'ont rencontré. À plusieurs reprises, des personnages ou des voix hors champ citent des textes bibliques. Dans la scène d'un long survol de la caméra au-dessus d'une eau stagnante, le spectateur peut voir un fragment du retable de L'Agneau mystique d'Hubert van Eyck. Cependant, Tarkovski lui-même ne pensait pas que l'imaginaire chrétien était si important dans le film. De son point de vue, l'affrontement entre le rationnel et l'irrationnel, le matériel et le spirituel, qui se manifeste clairement dans le conflit entre le Stalker et ses deux compagnons, était bien plus important,.
L'intrigue du film est principalement centrée sur les trois personnages, leurs arguments et leurs actions. Leurs personnalités représentent chacune leur propre origine philosophique. Le professeur est le matérialisme scientifique, l'écrivain est la vision du monde d'un artiste devenu cynique, tandis que le Stalker lui-même symbolise la foi. La foi des trois protagonistes est mise à rude épreuve. Finalement, après n'être pas entré dans la chambre, le Stalker revient de la Zone auprès de sa femme et de sa fille malade, déçu par les gens.
Le jeu d'acteur dans le film n'est pas très visible et passe à l'arrière-plan ; la dimension visuelle est bien plus mise en valeur. Dans le film, Tarkovski a fait tourner ses acteurs préférés, Grinko et Solonitsine, mais les critiques ont remarqué une nouvelle tête, celle d'Alexandre Kaïdanovski, si convaincant dans le rôle de l'excentrique Stalker. L'assistant réalisateur Evgueni Tsymbal a rappelé que presque tous les acteurs ont dû trouver une approche totalement artificielle du rôle, se forcer à devenir différents. C'était particulièrement vrai pour Kaïdanovski, qui, dans la vie, se voyait comme tout le contraire du Stalker : un homme constant, intègre et rigoureux,.
Dans un entretien, Tarkovski lui-même a parlé du film en ces termes :
« Что касается идеи «Сталкера», то её нельзя вербально сформулировать. Говорю тебе лично: это трагедия человека, который хочет верить, хочет заставить себя и других во что-то верить. Для этого он ходит в Зону. Понимаешь? В насквозь прагматическом мире он хочет заставить кого-то во что-то поверить, но у него ничего не получается. Он никому не нужен, и это место — Зона — тоже никому не нужно. То есть фильм о победе материализма… »
— Andreï Tarkovski

« Quant à l'idée de Stalker, elle ne peut être formulée verbalement. Je vous le dis personnellement : c'est la tragédie d'un homme qui veut croire, qui veut se rendre croyant et rendre les autres croyants. C'est pour cela qu'il va dans la Zone. Vous comprenez ? Dans un monde totalement pragmatique, il veut rendre quelqu'un croyant, mais il n'y parvient pas. Personne ne veut de lui, et personne ne veut non plus de cet endroit, la Zone. Le film parle donc de la victoire du matérialisme..... »
Lors d'un autre entretien, il décrit l'idée principale du film comme suit :
« Мне важно установить в этом фильме то специфически человеческое, нерастворимое, неразложимое, что кристаллизуется в душе каждого и составляет его ценность. Ведь при всём том, что внешне герои, казалось бы, терпят фиаско, на самом деле каждый из них обретает нечто неоценимо более важное: веру, ощущение в себе самого главного. Это главное живёт в каждом человеке. »
— Andreï Tarkovski

« Il est important pour moi d'établir dans ce film cette chose spécifiquement humaine, insoluble, indécomposable, qui se cristallise dans l'âme de chacun et constitue sa valeur. Car même si, extérieurement, les personnages semblent échouer, en réalité chacun d'entre eux gagne quelque chose d'inestimablement plus important : la foi, le sens de ce qu'il y a de plus important en soi. Cette chose la plus importante vit dans chaque être humain. »
Natalia Fedorova, spécialiste en psychologie, a vu dans l'histoire et le film le développement du thème traditionnel de l'errance dans la culture russe. Dans la représentation du héros par Kaïdanovski, elle a vu une nouvelle étape dans le développement de ce phénomène « comme une tentative de survivre physiquement et de surmonter les conditions extrêmes d'un futur hypothétique, et de résoudre la crise interne associée à la vision individuelle du monde ».

## Analyse

### La Zone
La Zone est un lieu inconnu, le film donne peu d'indications sur elle : c'est un pan de territoire qui a été bouclé par les autorités à la suite d'un événement mal défini : chute d’une météorite ou accident nucléaire. Les seules informations que l’on apprend sur la Zone sont données par le Stalker. La première est qu’il est interdit d’y entrer, qu’il y a un cordon militaire serré qui empêche d’y accéder et que l’on doit traverser au péril de sa vie. Le seconde est qu’en son centre se trouve une Chambre dans laquelle le vœu le plus cher de celui qui y pénètre sera exaucé. Mais peu nombreux sont ceux qui y parviennent, la plupart meurent en chemin. On apprend également que les Stalker n’ont pas le droit de pénétrer dans la Chambre, leur rôle se borne à accompagner les visiteurs jusqu’au seuil. On ne saura rien de plus sur la Chambre car le professeur et l’écrivain renonceront à y pénétrer.
La Zone, lorsque les trois personnages y sont, présente plusieurs aspects. Le premier est, contrairement à ce qu'on attend, une campagne verdoyante. Il contraste avec le bar, les bâtiments-frontières et les grillages qui précèdent l’entrée dans la Zone. Le film passe du noir et blanc à la couleur dans la majorité des scènes se déroulant à l'intérieur. Le Stalker, bien qu’il semble particulièrement heureux d’être là, met tout de suite en garde ses compagnons contre les dangers inattendus et imprévisibles de la Zone. Plus les trois compagnons avancent dans la Zone, plus les indices de danger apparaissent : carcasses de véhicules militaires, verre brisé, changements impromptus de météo, ossements, tunnel obscur, voix venue de nulle part.
Deux éléments perceptifs sont dominants. L'omniprésence de l’eau : sale, marécageuse, bourbeuse, sous laquelle on ne sait jamais ce qui se trame. Ensuite, les sons qui suivent chaque pas du périple des trois voyageurs : d’abord le vent – ou la musique électronique – qui annonce la Zone, ensuite les gouttes d’eau qui tombent, le verre brisé écrasé par les chaussures.

### Les personnages

#### Le Stalker
Le Stalker a plusieurs facettes. Au début du film, lorsqu'il a une altercation avec son épouse qui ne veut pas qu’il aille dans la Zone, on découvre un homme qui ne peut pas ne pas y aller. La Zone est pour lui une sorte de nécessité. Lorsqu’il rencontre le professeur et l'écrivain et qu’il leur fait franchir la frontière de la Zone, c’est à un homme anxieux qu'on a affaire, un homme qui connaît les dangers de cette frontière, les risques de se faire tuer par les militaires.
Son état d'esprit change lorsqu’il est dans la Zone :  des signes de joie se manifestent et le Stalker montre qu'il connait les lieux. En revanche, dès que l’Écrivain veut s’écarter du chemin qu’il lui prescrit, il est nerveux et considère cela comme « sacrilège ». La Zone est pour lui de l’ordre de la nécessité. Plus il avance dans son cheminement en compagnie des deux hommes, plus on découvre un homme pour qui la foi en la Zone, ou plus exactement en la Chambre qui exauce les vœux, est essentielle, foi sans laquelle la vie n’a pas de sens. C’est, d’ailleurs, cette absence de foi qui le mènera au désespoir et à la lassitude, à la fin du film, quand il fera le compte-rendu de son expérience à sa femme. Il refuse d’entrer dans la Chambre : son seul bonheur est de conduire les gens désespérés jusqu’à la Chambre pour qu’ils puissent retrouver un peu d’espoir.
Sa femme le dépeint comme un niais ou un marginal, il a presque la posture d'un mage ou d’un possédé, de quelqu’un qui a accès à ce que l’homme ne saurait voir. C’est une sorte de voyant ou de prophète, mais qui doit s’arrêter au seuil de la vision (de la Chambre).

#### L'Écrivain
Ce personnage n'existe pas dans le roman Pique-nique au bord du chemin mais provient d'un autre roman, Les mutants du brouillard, également écrit par les frères Strougatski. On reconnaît aisément Victor Baniev, l'écrivain à la mode, séducteur, alcoolique, fumeur et toujours à la recherche d'inspiration et de discussions interminables...

### La scène finale
Les objets présents dans la scène finale ne sont pas déplacés par une force rationnelle, mais par la seule pensée de la fille du personnage principal. Jusqu'à cette scène, Stalker est un film sur le doute : celui d'un guide qui conduit ceux qui le souhaitent dans la Zone, aux effets incertains. Le personnage semble alors perdre foi dans ce lieu et dans son rôle : cet évènement miraculeux le contredit, clôturant le film au son de l'Hymne à la joie.

## Distinctions
- Festival de Cannes 1979 : Prix du jury œcuménique
- Festival Fantasporto 1983 : Prix du jury
- Prix spécial Luchino-Visconti aux David di Donatello pour le réalisateur Andreï Tarkovski en 1980[68].

## Postérité et hommages

### Cinéma
Le film Stalker marque une étape importante dans le parcours créatif de Tarkovski et influence dans une large mesure les personnes avec lesquelles il a travaillé, le langage cinématographique, et établit des traditions particulières. Les futurs réalisateurs Evgueni Tsymbal et Konstantine Lopouchanski ont étudié aux côtés de Tarkovski sur le tournage de Stalker. Le rôle de Stalker change fondamentalement la vie et le destin créatif de l'acteur Alexandre Kaïdanovski. Après avoir tourné avec Tarkovski, il s'inscrit à des cours de mise en scène, mais ils ne travailleront plus ensemble par la suite.
L'intrigue du film Le Garde du corps (1979) a été conçu sur le même modèle que Stalker et une même équipe a travaillé sur les deux films, mais il n'a pas été possible de filmer tout ce que le scénario préconisait et de mener le projet à bien. En 1981-1982, Arkadi Strougatski et Andreï Tarkovski se rencontrent à plusieurs reprises, écrivent ensemble le scénario du film Bereguis, zmeï, et nourrissent le projet de porter à l'écran Le Scarabée dans la fourmilière. Selon Anton Moltchanov, biographe des frères Strougatski, le scénario du dernier film de Tarkovski, Le Sacrifice, est en grande partie un travail commun de Tarkovski et d'Arkadi Strougatski,.
Les choix visuels du film — paysages lugubres, maisons en ruine, la Zone elle-même — ont été répliqués par de nombreux cinéastes soviétiques et russes. L'influence de Stalker se retrouve dans des films tels que La Troisième Planète (1991), L'Essaim (1990), Kin-dza-dza! (1986) et d'autres.
Le film a grandement influencé le cinéma européen et mondial. Comme le reconnaissent les critiques, l'atmosphère et l'influence du film de Tarkovski peuvent être ressenties dans des films tels que Element of Crime (1984) de Lars von Trier et Avalon (2001), le film de science-fiction plébiscité de Mamoru Oshii.
Tout comme son précédent film Ex machina (2014) montrait certaines ressemblances avec Solaris (1972), Annihilation (2018) d'Alex Garland avec Natalie Portman a été considéré comme un remake de Stalker,.
D'autres films font allusion à Stalker : en France, Chris Marker, dans son film de 1982 Sans soleil, s'est sans doute inspiré de la « Zone » pour décrire l'espace de transformation entre les images et la mémoire qui leur est liée. Dans le film turc Uzak de Nuri Bilge Ceylan, réalisé en 2002, l'un des protagonistes visionne le film chez lui. Dans le film américain Atomic Blonde (2017), la scène de combat se déroule dans un cinéma dont le film à l'affiche est Stalker.

### Musique
- Les paroles de la chanson de Björk The Dull Flame of Desire (sorti sur son album Volta en 2007) sont la traduction du poème de Fiodor Tiouttchev qui est cité à la fin du film. Le livret indique que le film est bien la source d'inspiration[78].
- Le morceau Requiem for Dying Mothers, Partie 2 de l'album The Tired Sounds of Stars of the Lid des Stars of the Lid sorti en 2001, utilise la bande-son de la scène où la fille du Stalker use de ses pouvoirs de télékinésie pour pousser des verres[79].
- Brian Lustmord et Robert Rich ont composé ensemble un album Stalker, sorti en 1995[80].
- Jacek Kaczmarski a écrit une chanson Stalker, inspirée du film[81].
- Orchestral Manoeuvres in the Dark ont enregistré The Avenue, autour de la bande-son de la draisine du film[82].
- L'artiste de musique électronique Carsten Nicolai, alias Alva Noto, lui dédie un titre nommé Stalker (For Andrei Tarkovski) dans son album For 2[83].
- Deux hommages par le groupe de musique électronique et flamenco Von Magnet : « Stalker Project », un spectacle écrit pour trois usines désaffectées en France, ainsi que leur morceau Stalker, figurant dans l'album Mezclador paru en 1998[84].

### Bande dessinée
- Dans la bande dessinée La Femme piège, d'Enki Bilal, il est écrit « stalker » sur un immeuble, en hommage à Tarkovski[85].

### Arts plastiques
- Invitée à réaliser la scénographie de la première mondiale de l'opéra Stalker de Thierry Pécou, qui a eu lieu à l'abbaye Saint-Ouen de Rouen le 22 mai 2024[86],  Olga Kisseleva a créé à cette occasion une série de sculptures monumentales en biomatière ainsi qu'une installation interactive à partir d'un mycélium en développement. Réalisées lors d'un séjour de l'artiste à l'Institut Pasteur à Paris en 2023-2024, ces œuvres ont donné lieu à l'exposition « La Zone »[87] d'Olga Kisseleva au Musée d'art et d'archéologie d'Évreux (juin-septembre 2024), inspirée par le film Stalker.
- Damien Gouviez, artiste français, dédie deux sculptures au réalisateur en les nommant Stalker et Solaris[88].
- L'artiste suisse Yannick Barman réalise, en 2016, sous le nom de Stalker, un album intitulé Beauty and the Devil Are the Same Thing. Ce projet est accompagné en live de vidéos tournées par Yannick Barman lors de voyages en Russie et en Asie, et traitées en direct[89]

### Littérature
- Le roman L'Énigmaire (Quidam éditeur, 2021) de Pierre Cendors, qui peut se déchiffrer comme une réécriture partielle du film, est dédié à Tarkovski et cite Stalker en exergue[90].

### Jeu vidéo
Le jeu vidéo STALKER: Shadow of Chernobyl, sorti en 2007, emprunte quelques éléments de l'histoire du film.

### Expositions
- La Maison d'Ailleurs propose l'exposition « Stalker – Expérimenter la zone », du 14 septembre 2013 au 2 mars 2014[92].
- L'exposition Les Choses. Une histoire de la nature morte au musée du Louvre du 12 octobre 2022 au 23 janvier 2023, présente la scène finale Stalker parmi les œuvres de l'espace nommé « Ce qui reste »[93].